# ماریانو اسورس
ماریانو اُسورِس (اسپانیایی: Mariano Ozores‎؛ زادهٔ ۵ اکتبر ۱۹۲۶) کارگردان فیلم و فیلم‌نامه‌نویس اهل اسپانیا است.
از فیلم‌هایی که وی در آن‌ها نقش داشته‌است، می‌توان به خاور باختر و سرکش اشاره نمود.